# La Femme et le Paysage
La Femme et le Paysage est une nouvelle de l'écrivain autrichien Stefan Zweig publiée en langue allemande en 1922. La traduction française parut pour la première fois en France en 1935.

## Résumé
Une haute vallée du Tyrol, lors d'un été très chaud du début du XXe siècle. Dans une pension, un jeune homme se trouve face à une jeune fille, exaltée par la chaleur. Au cours d'une nuit de transe somnambulique, celle-ci assouvira sa soif par les baisers de ce jeune homme, mais au matin, tout souvenir de ces embrassades a disparu, emporté par la pluie violente.

## Interprétations
La courte nouvelle peut être vue au moins de deux points de vue complémentaires. D'une part, cette jeune fille peut être considérée comme étant une allégorie du paysage environnant la pension, desséchée et attendant avec impatience la pluie qui la fera renaître. Mais d'autre part, on peut voir ces demandes insistantes et cette réalisation d'un acte durant le sommeil comme la traduction d'une sorte d'hystérie. Les échanges de Zweig et de Freud peuvent avoir ainsi influencé l'auteur sur l'écriture de cette œuvre.

## Éditions françaises
- Les Éditions de l'Ebook malin : nouvelle traduction d'Anaïs Ngo, édition enrichie ; Collection : La Caverne des introuvables ; 20 septembre 2013,  (ISBN 9782367883038)
- In La Peur, recueil de six nouvelles de Stefan Zweig. Traduction de Alzir Hella. Octobre 2008  (ISBN 2-253-15370-2) (BNF 38924924).